# Pau i el seu germà
Pau i el seu germà és una pel·lícula catalana de caràcter intimista del 2001, la tercera dirigida per Marc Recha i Batallé. Fou elaborada amb un equip tècnic reduït i rodada a espais naturals. Fou rodada originàriament en català, coproduïda amb França i exhibida a la selecció oficial del 54è Festival Internacional de Cinema de Canes. Fou emesa per TV3 l'11 de febrer de 2006.

## Argument
Àlex, que treballa al Port de Barcelona, es cansa de la seva vida rutinària i decideix deixar la feina per anar-se'n a viure als Pirineus. Al cap d'uns quants mesos, el seu germà Pau i la seva mare Mercè reben la notícia que s'ha suïcidat sense motiu aparent. Es presenten al poble on vivia i entren en contacte amb Sara, la seva xicota; Emili, el seu cap i amic, que va deixar la seva família per viure sol a la muntanya; Toni, treballador també d'aquest i enamorat d'amagat de Sara, i Marta, filla d'Emili, que retorna inesperadament de França a la recerca del seu pare. S'estableixen una sèrie d'interaccions que propicien que a través dels altres cadascú descobreixi una nova visió d'Àlex, alhora que quan se separin, cap d'ells serà el mateix.

## Repartiment
- David Selvas - Pau
- Nathalie Boutefeu - Marta
- Marieta Orozco - Sara
- Lluís Hostalot - Emili
- Alícia Orozco - Mercè
- Juan Márquez - Toni
- David Recha - Àlex

## Premis
Marc Recha va rebre un dels Premis Ondas 2001 al millor director de cinema. i el Premi FIPRESCI al Festival Internacional de Cinema de Riga. Va estar nominada als Premis Butaca de 2001 i al Festival de Cinema de Bogotà del mateix any.